# Benedicam dominum
Benedicam dominum, Kirkearie for sopran og orgel  is een compositie van Johan Kvandal. Het is een aria voor sopraan en kerkorgel. Al eerder schreef Kvandal onder de miniserie solokantates een aantal religieuze werken. Dit keer is de tekst ontleend aan de verzen Psalmen 34 1-3.
Kvandal stapte met deze toonzetting in een lange traditie. Veel componisten onder wie de Dietrich Buxtehude (BuxWV 113), Heinrich Schütz en Giovanni Pierluigi da Palestrina gingen Kvandal voor. De gedrukte versie is in 2013 veelvuldig voorhanden via Norske Musikforlag, er is dan echter geen commerciële opname te verkrijgen.